# Fritz Plato
Pour les articles homonymes, voir Plato.
Fritz Plato (1858-1938) est un chimiste allemand. Le degré Plato a été établi en 1900 d'après son nom.